# Guelph-Eramosa
Guelph-Eramosa – gmina (ang. township) w Kanadzie, w prowincji Ontario, w hrabstwie Wellington.
Powierzchnia Guelph-Eramosa to 291,79 km².
Według danych spisu powszechnego z roku 2001 Guelph-Eramosa liczy 11 174 mieszkańców (38,29 os./km²).